# Fredrik Rudberg (orgelbyggare)
Fredrik Rudberg, född 1760, död 19 april 1806 i Kungsholmens församling, Stockholm, var en svensk orgelbyggargesäll från Stockholm.

## Biografi
Fredrik Rudberg blev 1779 lärling hos orgelbyggaren Olof Schwan i Stockholm. Omkring 1783 blev han gesäll hos honom. 1796 bodde han på okänd ort. Rudberg avled 19 april 1806 i Kungsholmen i Stockholm.

## Lista över orglar
| År              | Ursprunglig kyrka                       | Stift   | Bild | Manualer | Pedal | Stämmor | Bevarad orgel/fasad | Övrigt |
| --------------- | --------------------------------------- | ------- | ---- | -------- | ----- | ------- | ------------------- | --- |
| 1796 eller 1800 | Holländska reformerta kyrkan, Stockholm |         |      |          |       |         |                     | Reparation. |
| 1796 eller 1800 | Sorunda kyrka                           |         |      |          |       |         |                     | Reparation. |
| 1802            | Tolfta kyrka                            | Uppsala |      |          |       |         | Nej/Nej             | Fullbordade 1802 tillsammans med gesällen N. Herlin orgeln i Tolfta. Kontrakt skrevs 1798 med Per Niclas Forsberg, Stockholm som avled samma år. En ny orgel byggdes 1871 av P L Åkerman & Lunds Orgelfabrik i Stockholm. |